# Martin Clarentius Gertz
Martin Clarentius Gertz (14. december 1844 i Svendborg – 20. april 1929 på Frederiksberg), ofte forkortet M.Cl. Gertz, var en dansk filolog, professor i klassisk filologi og skolemand.
Gertz begyndte sin uddannelse på Odense Katedralskole, hvorfra han dimitteredes med udmærkelse i 1864. Derefter blev han optaget på Københavns Universitet, hvorfra han i 1870 fik filologisk embedseksamen. Gertz arbejdede derefter som medhjælper for den kendte danske filolog Johan Nicolai Madvig, og da denne i 1880 trådte tilbage, blev Gertz hans efterfølger som professor ved Universitetet. Gertz koncentrerede sig især om tekstkritik og oversættelse, og han er især anerkendt for sit arbejde med filosoffen Seneca den yngres skrifter. Gertz beskæftigede sig imidlertid også med stort set alle andre sider af den græske og latinske filologi. Både på grund af sin alsidighed og sine tekstkritiske metoder regnes Gertz som en discipel af sin forgænger, Madvig.
I 1888 blev Gertz formand for Undervisningsinspektionen for de lærde Skoler, og han stod for den store studentereksamensreform i 1903, som bl.a. betød en opdeling af den sproglig-historiske linje i en nysproglig og en klassisk-sproglig linje. Dette gjorde han på baggrund af en tale, som han holdt ved Universitetets reformationsfest i 1898. I denne tale slog Gertz bl.a. til lyd for, at de klassiske sprog, græsk og latins position i skolen måtte reduceres. I stedet indførtes faget oldtidskundskab med læsning af antikke værker i dansk oversættelse for de matematisk-naturvidenskabelige og nysproglige elever, og som konsekvens af dette lagde Gertz et stort arbejde i at oversætte en lang række forskellige værker til dansk.
I 1920 blev Gertz medlem af Det kongelige danske Selskab for Fædrelandets Historie. Han døde 20. april 1929 på Frederiksberg.
Han er begravet på Frederiksberg Ældre Kirkegård, men gravstedet er siden blevet nedlagt.

## Udgivelser
Gertz udgav bl.a. tekstkritiske udgaver af disse forfatteres værker:
- Ælnoth – Vitæ sanctorum Danorum
- Lucius Annaeus Seneca (den yngre) – en lang række udgaver og oversættelser